# 육군정보통신학교
육군정보통신학교(陸軍情報通信學校, Army Signal School)는 대한민국 육군의 교육 기관으로 자운대(공익)에 주둔하고 있다. 육군의 정보통신 병과 장병들에 대한 보수교육을 전담하고 있다.

## 역사
1947년 1월 20일에 진해에서 통신학교라는 이름으로 창설되었으며, 10월 23일 서울로 이동하였다. 1950년 8월 21일에 부산에서 재창설되어 다음해 11월 10일에 전라남도 광주(현 광주광역시)로 이동하였다.
1960년 5월 1일 대전 둔산동으로 이전했다.
2005년 1월 1일에 자운대로 이동하였고, 병과명이 전산 특기를 합쳐 통신에서 정보통신으로 바뀌면서 부대명도 육군통신학교에서 육군정보통신학교로 개칭되었다.

## 같이 보기
- 자운대
- 육군교육사령부